# Liamone (département)
Pour les articles homonymes, voir Liamone (homonymie).
1793–1811
Entités précédentes :
- Corse

Entités suivantes :
- Corse

Le département du Liamone est un ancien département français, dont le chef-lieu était Ajaccio. Il prend son nom du fleuve Liamone.

## Histoire
Il fut créé par décret du 11 août 1793, lors de la première partition de la Corse, que la Convention instaura du fait de la sécession paoliste, et fut supprimé par le sénatus-consulte organique du 19 avril 1811, qui restaura le département de la Corse. Il portait le numéro 90 dans la suite de la liste des 130 départements français de 1811
En 1976, le département de la Corse-du-Sud fut créé avec des limites équivalentes à celui du Liamone (à la seule exception du Niolo, rattaché à la Haute-Corse).
Pour les circonscriptions administratives de ce département, voir les informations dans l'article sur la Corse.

## Liste des préfets
| Période      | Période | Identité                      | Fonction précédente                               | Observation                                          |
| ------------ | ------- | ----------------------------- | ------------------------------------------------- | ---------------------------------------------------- |
| 2 mars 1800  | 1803    | Jean-Baptiste Galeazzini      | Maire de Bastia Membre du Conseil des Cinq-Cents  | Passe à la préfecture de Maine-et-Loire (Cent-Jours) |
| 9 avril 1803 | 1811    | Hyacinthe Arrighi de Casanova | Député de la Corse au Corps législatif (Consulat) | Devient le premier préfet de la Corse « réunie »     |